# 이정옥 (배구인)
이정옥(李貞玉, 1983년 7월 19일 ~ )은 대한민국의 전직 여자 배구 선수이다. 포지션은 레프트로서, 키는 179cm, 스파이크 높이는 280cm, 블로킹 높이는 272cm이다. 2001년 LG정유 여자배구단(현 GS칼텍스 여자배구단)에 입단했으며, 2002년 남성여자고등학교를 졸업했다. 2008~2009 시즌이 끝난 후 지정희와 트레이드되어 대전 한국인삼공사로 이적하였다. 2년후, FA 대상에 포함되었을 때 은퇴를 결정했다.

## 주요 수상 경력
- 2003년 전국종별선수권 여고부 MVP
- 2006년 2005~2006 V-리그 분위기메이커상

## 같이 보기
- 2004년 하계 올림픽 대한민국 선수단